# Amalia Escriva
Amalia Escriva est une réalisatrice française née en 1961 à Landerneau.

## Biographie
Amalia Escriva a suivi des études à l'ENSAD École nationale supérieure des arts décoratifs à Paris (section vidéo) avant d'intégrer La Fémis dans la section réalisation.
En 1995, elle est accueillie à la Villa Médicis à Rome en tant que cinéaste. En 1998, elle est membre de la Casa de Velázquez à Madrid.
Amalia Escriva est la réalisatrice pour les chaines de télévisions nationales françaises et belge, de nombreux films documentaires. ses thématiques de prédilection sont l'art, le portraits ou les sujets sociaux. Elle réalise aussi des films plus intimistes inspirés par ses ascendances espagnoles.
Côté fiction, Amalia Escriva a réalisé le film  Avec tout mon amour (2001)
(Sélection officielle au Festival de Locarno, Prix du scénario dans le cadre du Prix à la Création de la Fondation Gan 2000 au Festival Premiers Plans d’Angers).

## Documentaire
- 1988 : Immersions ; 10 min
- 1992 : Conversation à trois ; 16 min
- 1993 : L'art de nager ; 52 min
- 1994 : Vallis Clara ; 52 min
- 1995 : Mesdemoiselles ; 52 min
- 1997 : Dans les fils d’argent de tes robes ; 52 min
- 1998 : Pablo Neruda ; 52 min
- 1999 : Il nait de sources... ; 52 min
- 2005 : Le Chant perdu de Grégoire ; 52 min
- 2006 : On n'est pas assez imprudents ; 52 min
- 2007 : 1,2,3, Sommeil ! ; 52 min
- 2009 : Monastères ; 52 min
- 2010 : Les Passionnés ; 26 min
- 2010 : Le Miroir aux Alouettes ; 54 min
- 2011 : Sans lui, sans elle. ; 26 min
- 2014 : Angélina (celle qui avance comme l’aurore) ; 26 min
- 2015 : La libération des femmes ? ; 26 min
- 2015 : La vierge et la cité ; 52 min
- 2016 : La Colonie ; 60 min

## Film d'art
- 1996 : Menzel (1815-1905) (court métrage)

## Fiction
- 2000 : Avec tout mon amour (long métrage, fiction)

## Distinctions
- 1989 : Prix de l’Insolite, festival d'Antibes pour le film Immersions.
- 1989 : Prix du Jury, festival de San Sebastian pour le film Immersions[6].
- 2000 : Prix du scénario dans le cadre du Prix à la Création de la Fondation Gan 2000 au Festival Premiers Plans d'Angers pour le long métrage de fiction Avec tout mon amour[7]